# Ochetostoma pellucidum
Ochetostoma pellucidum är en djurart som tillhör fylumet skedmaskar, och som först beskrevs av Fischer 1895.  Ochetostoma pellucidum ingår i släktet Ochetostoma och familjen Echiuridae. Inga underarter finns listade i Catalogue of Life.